# Myszki (województwo warmińsko-mazurskie)
Myszki – wieś w Polsce położona w województwie warmińsko-mazurskim, w powiecie piskim, w gminie Biała Piska. W latach 1975–1998 miejscowość należała administracyjnie do województwa suwalskiego.

## Historia
Większość wiosek w powiecie piskim powstała w 1450 roku. Pierwsza wzmianka o Myszkach pochodzi z 1449 roku. Większość sąsiednich wiosek zostało ugruntowanych parę lat później. Wyjątek stanowią Drygały (1436).
Obszar Myszek w momencie założenia wynosił 221 hektarów. Dzięki pracowitości osadników pow. szybko się powiększyła. W 1575 roku obszar Myszek wynosił już 476 hektarów. Wioskę zamieszkiwało 16 wolnych gospodarzy z własnym inwentarzem. Myszki były wolną wioską. Dziką okolicę ludność karczowała i przeznaczała na zagospodarowanie. W ten sposób powstało więcej uprawnej ziemi. Była to jednak ziemia lekka i przeważnie piaszczysta. Dlatego zakon krzyżacki miał kłopoty z zaludnieniem. W celu pozyskiwania nowych osadników zniesiono podatki. Wolni od podatków gospodarze nie płacili czynszu oraz podatku za ziemię. Natomiast gospodarstwa w Drygałach płaciły podatki.

## Rolnictwo
Rolnicy posiadający duże, jak i również małe gospodarstwa byli pracowitymi i doświadczonymi ludźmi. Gospodarstwa były przekazywane z pokolenia na pokolenie. Ziemia na Mazurach zaliczała się do lekkiej, to znaczy 53,3% piaski, 24% piaszczystej gliny, 11,4% terenów bagiennych i 11,3% terenów wodnistych. Myszki były typowo mazurską wsią rolniczą. Najczęściej siano żyto i sadzono ziemniaki.

## Leśniczówka
W roku 1904 powstała w Myszkach pierwsza leśniczówka. Leśniczy posiadał małe gospodarstwo, które było utrzymywane przez parobka oraz służącą. W leśniczówce mieszkały dwie rodziny pracowników leśnych. Leśniczy z Myszek podlegał pod Nadleśnictwo w Drygałach.

## Szkolnictwo
Zanim w mazurskich wsiach powstały szkoły dzieci, uczęszczały do szkół kościelnych. Początkowo uczęszczali tylko chłopcy i naukę prowadził ksiądz. Naukę prowadzono w trzech językach: niemieckim, pruskim oraz mazurskim. Uczono przede wszystkim czytania, a w małym stopniu liczenia. Obowiązek uczęszczania do szkoły na Mazurach wprowadzono w 1717 roku. Zimą nauka odbywała się codziennie. Natomiast latem tylko dwa dni w tygodniu. Za naukę płacono co tydzień.
Pierwsza szkoła w Myszkach powstała w 1854 roku i mieściła się w drewnianym budynku. Była to jednoroczna szkoła ogólna. W 1905 roku wybudowano szkołę stałą, która także była jednoklasowa. W szkole mieściło się mieszkanie dla nauczyciela, budynek gospodarczy ze stodołą oraz chlewnią, duży ogród szkolny i 4 hektary ziemi. Nauczyciel uprawiał ziemię, ogród owocowy oraz posiadał pszczoły. W latach 1945–1985 uczęszczały do tej szkoły dzieci polskie. W roku 1985 szkołę zamieniono na dwurodzinny budynek mieszkalny. Obecnie dzieci z Myszek chodzą do Zespołu Szkół w Drygałach.

## Mieszkańcy
Myszki liczyły w 1898 roku 318 mieszkańców w tym 164 mężczyzn i 154 kobiet. Wszyscy wyznania ewangelickiego. We wsi znajdowało się 50 budynków mieszkalnych z 63 mieszkaniami. Natomiast w 1931 roku, 273 mieszkańców w tym 136 mężczyzn i 137 kobiet, 271 ewangelików, 2 katolików i 45 budynków mieszkalnych z 54 mieszkaniami. W 1939 roku 256 mieszkańców, 45 budynków, 55 mieszkań. Obszar Myszek w hektarach wynosił 1042. Obecnie w Myszkach mieszka ok. 100 osób, większość katolików.